# Birkózás az 1906. évi nyári olimpiai játékokon
Az 1906-os pánhellén olimpián birkózásban négy számban avattak olimpiai bajnokot.

## Éremtáblázat
A táblázatban a rendező ország csapata és a magyar csapat eltérő háttérszínnel, az egyes számoszlopok legmagasabb értéke, vagy értékei vastagítással kiemelve.
| Az 1906. évi nyári olimpiai játékok éremtáblázata birkózásban | Az 1906. évi nyári olimpiai játékok éremtáblázata birkózásban | Az 1906. évi nyári olimpiai játékok éremtáblázata birkózásban | Az 1906. évi nyári olimpiai játékok éremtáblázata birkózásban | Az 1906. évi nyári olimpiai játékok éremtáblázata birkózásban | Olimpia  |
| ------------------------------------------------------------- | ------------------------------------------------------------- | ------------------------------------------------------------- | ------------------------------------------------------------- | ------------------------------------------------------------- | -------- |
|                                                               | Ország                                                        | Arany                                                         | Ezüst                                                         | Bronz                                                         | Összesen |
| 1.                                                            | Dánia (DEN)                                                   | 2                                                             | 1                                                             | 1                                                             | 4        |
| 2.                                                            | Ausztria (AUT)                                                | 1                                                             | 2                                                             | 1                                                             | 4        |
| 3.                                                            | Finnország (FIN)                                              | 1                                                             | 1                                                             | 0                                                             | 2        |
| 4.                                                            | Belgium (BEL)                                                 | 0                                                             | 0                                                             | 1                                                             | 1        |
| 4.                                                            | Magyarország (HUN)                                            | 0                                                             | 0                                                             | 1                                                             | 1        |
|                                                               |                                                               |                                                               |                                                               |                                                               |          |
| Összesen                                                      | Összesen                                                      | 4                                                             | 4                                                             | 4                                                             | 12       |

## Érmesek
| Az 1906. évi nyári olimpiai játékok érmesei birkózásban |                                    |                                   |                                     |
| Versenyszám                                             | Arany                              | Ezüst                             | Bronz                               |
| Könnyűsúly                                              | Rudolf Watzl · Ausztria (AUT)      | Karl Karlsen · Dánia (DEN)        | Holubán Ferenc · Magyarország (HUN) |
| Középsúly                                               | Verner Weckman · Finnország (FIN)  | Rudolf Lindmayer · Ausztria (AUT) | Robert Behrens · Dánia (DEN)        |
| Nehézsúly                                               | Søren Marinus Jensen · Dánia (DEN) | Henri Baur · Ausztria (AUT)       | Marcel Dubois · Belgium (BEL)       |
| abszolút kategória                                      | Søren Marinus Jensen · Dánia (DEN) | Verner Weckman · Finnország (FIN) | Rudolf Watzl · Ausztria (AUT)       |